# George Wells Beadle
George Wells Beadle (ur. 22 października 1903 w Wahoo w stanie Nebraska, zm. 9 czerwca 1989 w Pomonie w stanie Kalifornia) – amerykański genetyk. 
W 1958 wraz z Edwardem Lawrie Tatumem zdobył Nagrodę Nobla w dziedzinie fizjologii lub medycyny za badania nad Neurospora crassa, które doprowadziły do stworzenia hipotezy „jeden gen = jeden enzym”. Drugą połowę Nagrody Nobla w dziedzinie fizjologii i medycyny w 1958 otrzymał Joshua Lederberg za odkrycie mechanizmów rekombinacji genetycznej u bakterii.